# Décès en juillet 1999
Décès
- 1995
- 1996
- 1997
- 1998
- 1999
- 2000
- 2001
- 2002
- 2003

Pour une information complémentaire, voir la page d'aide.

| Date        | Nom                         | Activités                                         | Âge | Source |
| ----------- | --------------------------- | ------------------------------------------------- | --- | ------ |
| 1er juillet | Ernst Nievergelt            | coureur cycliste suisse                           | 89  |        |
| 1er juillet | Sylvia Sidney               | actrice américaine                                | 88  |        |
| 2 juillet   | Mario Puzo                  | écrivain américain                                | 78  |        |
| 3 juillet   | Francesc Bussot             | footballeur espagnol                              | 90  | (es)   |
| 4 juillet   | Gérard Baldet               | peintre français                                  | 53  |        |
| 5 juillet   | Jean-Pierre Darras          | acteur français                                   | 71  |        |
| 6 juillet   | Joaquín Rodrigo             | compositeur espagnol                              | 97  |        |
| 8 juillet   | Jayme Caetano Braun         | payador et poète brésilien                        | 75  |        |
| 8 juillet   | Adolf Christian             | coureur cycliste autrichien                       | 65  |        |
| 8 juillet   | Charles Conrad              | astronaute américain                              | 69  |        |
| 8 juillet   | Jacques Marie               | Footballeur français                              | 53  |        |
| 10 juillet  | Francisco Julião            | avocat, homme politique et écrivain brésilien     | 84  | (pt)   |
| 12 juillet  | Cornelius Wiebe             | médecin et homme politique canadien               | 106 |        |
| 14 juillet  | Władysław Hasior            | sculpteur, peintre et scénographe polonais        | 71  |        |
| 14 juillet  | Gar Samuelson               | ancien batteur du groupe de thrash metal Megadeth | 41  |        |
| 14 juillet  | Pietro Tarchini             | coureur cycliste suisse                           | 77  |        |
| 19 juillet  | John Fitzgerald Kennedy Jr. | avocat et éditeur américain                       | 38  |        |
| 20 juillet  | Abderrahmane Boubekeur      | Footballeur international algérien.               | 67  |        |
| 20 juillet  | Jean-Jacques Lamboley       | coureur cycliste français                         | 78  |        |
| 21 juillet  | Chérif Bouchache            | Footballeur international algérien.               | 70  |        |
| 23 juillet  | Hassan II                   | roi du Maroc                                      | 70  |        |
| 24 juillet  | Pierre Thézé                | peintre et sculpteur français                     | 85  |        |
| 26 juillet  | Joseph Morvan               | coureur cycliste français                         | 74  |        |
| 27 juillet  | Louis Déprez                | coureur cycliste français                         | 78  |        |
| 29 juillet  | Gabrielle Bellocq           | pastelliste française                             | 79  |        |
| 30 juillet  | René Dürrbach               | peintre et sculpteur français                     | 88  |        |
| 30 juillet  | Hermann Panzo               | athlète français                                  | 41  |        |